# Sicherungsboot 27m – Typ Burmester
Die Sicherungsboote 27m Typ Burmester wurden 1953 für die Rhine River Patrol der U.S. Navy gebaut, später an die Flusspioniere der Bundeswehr übergeben und bis in die frühen 1980er Jahre insbesondere zur Sicherung von Flussübergängen der Pioniertruppe verwendet.

## Geschichte
Nach dem Zweiten Weltkrieg sicherten die westalliierten Besatzungstruppen den Rhein u. a. mit Sicherungsbooten der Rhine-River-Patrol der U.S. Navy sowie der britischen und französischen Rheinflottillen. Die U.S.-Streitkräfte gaben zur Ausstattung dieser Kräfte dazu 9 Boote der Klasse „Patrol Boat CL 33“ bei der Bremer Burmester Werft in Auftrag und nutzten diese ab 1953 vom Stützpunkt Wiesbaden-Schierstein aus als USN 33 bis 41.
Mit Aufstellung der Bundeswehr ab 1956 wurden die alliierten Verbände aufgelöst, ihr Material in die Heimatländer zurückgenommen oder ausgesondert bzw. zusammen mit den Stützpunkten ab 1957 an die Flusspioniere der Bundeswehr übergeben.
Auftrag der Sicherungsboote war es nunmehr, Übergangsstellen mit Fähr- oder Kriegsbrückenbetrieb gegen Angriffe aus der Luft und von Land zu schützen. Als Hauptbewaffnung dazu dienten zwei Zwillings-Maschinengewehre im Kaliber 12,7 mm. Aufgrund dieser Aufgabe im rückwärtigen Gebiet gehörten diese Kräfte dem Territorialheer an.
Ab 1970 fanden die Boote Verwendung in den FlußPiKp 831 (Achim) und FlußPiKp 832 (Krefeld) im Nordabschnitt des Rheins sowie im Südabschnitt bei den FlußPiKp 881 (Koblenz, später Neuwied) und FlußPiKp 882 (Wiesbaden-Schierstein). Zwei Boote wurden zu Ausbildungszwecken bei den übergeordneten Regimentsstäben zurückgehalten.
Ende der 1970er Jahre war die Hauptbewaffnung der Boote dem Auftrag zur Fliegerabwehr insbesondere gegen Strahlflugzeuge nicht mehr angemessen. Der Auftrag der Sicherung der Übergangsstellen im Fährbetrieb oder mit Kriegsbrücken ging an die Heeresflugabwehrtruppe und die Sicherungsboote wurden um 1980 ausgesondert.

## Verbleib
Ein Boot dieser Klasse wurde in den Jahren 1984 bis 1986 durch eine Reservistenkameradschaft restauriert und 1986 an den damaligen „Verein zur Erhaltung des ehemaligen Patrouillenboots Magnum e.V.“ übergeben. In den Jahren 1986 bis 1994 wurde das Boot vom Verein noch auf Rhein, Mosel, Neckar und Main betrieben. 1994 wurde das Boot an die Wehrtechnische Studiensammlung der Bundeswehr in Koblenz zu Ausstellungszwecken übergeben. Dort wurde es bis 2015 auf der Südterrasse der Langemarck-Kaserne in Koblenz in einem nicht-öffentlich zugänglichen Bereich aufgestellt und war insbesondere zu den Koblenzer Langen Nächten der Museen zu besichtigen. Auf Grund von statischen Problemen der Südterrasse, Platzmangel im Ausstellungsgelände und des schlechten Erhaltungszustands des Bootes wurde es dann verschrottet.